# Roger Leir
Roger Krevin Leir, född 21 mars 1935, död 14 mars 2014, var en amerikansk kirurg och ufolog som blev mest känd som en utredare av främmande implantat som lämnats i kroppen efter personers (påstådda) möten med utomjordingar. Leir skrev böcker som The Aliens and the Scalpel och dök upp på olika radio- och TV-program, inklusive Coast to Coast AM, och hävdade att han hade upptäckt bevis på "experiment på människan utförd av utomjordingar".

## Karriär
Leir föddes i San Franciscobukten 1935.[källa behövs] Han flyttade till södra Kalifornien när han var 13 år. Han beskrev sin barndoms fantasier som “vild och tydlig”, ofta fantiserade han att han kunde flyga. Han gick på University of Southern California  och tog examen med  bachelor's degree in Science år 1961. 1964, blev han kvalificerad inom podiatri, och senare blev han involverad i en lokal avdelning av Mutual UFO Network (MUFON).
Vid en MUFON-konferens 1995 undersökte Leir röntgenbilder från en kvinna som trodde att hon blivit bortförd av utomjordingar. Senare opererade han bort två små metalliska främmande föremål från henne och även från en andra patient. Objekten analyserades av New Mexico Institute of Mining and Technology, som bestämde att de var "sammansatta av vanligt förekommande element", såsom järn eller aluminium. I beskrivningen av några av dessa element hänvisade labbrapporten till sammansättningen av meteorer. Leir tolkade detta så att de föremål som togs bort från hans patienter var "av utomjordiskt ursprung". Han trodde att föremålen var apparater insatta av utomjordingar och "vetenskapligt bevis på icke-mänskliga experiment på människan". Leir blev snart framträdande i fenomenet med utomjordiska bortföranden och UFO-gemenskapen. Han anlitade en tandläkare, en radiolog och en kirurg för att hjälpa honom i hans praktik. Leir hävdade de föremål som han avlägsnade från patienter som avgav ”radiovågor som oftast används för kommunikation i rymden", hade konstiga magnetiska egenskaper, eller innehöll udda kristallina strukturer.
Leir skrev The Aliens and the Scalpel 1999 och beskrev sin ”implantat” -kirurgi. Hans nästa bok, Casebook: Alien Implants, publicerades 2000. Han började dyka upp på olika radio- och tv-program och talade vid UFO-konferenser. 2003 reste han till Varginha, Brasilien för att undersöka den påstådda kraschen av ett främmande rymdskepp, och producerade en bok 2005 med titeln UFO Crash i Brasilien.

## Död
Leir dog sex dagar före sin 79-årsdag den 14 mars 2014. Dödsorsaken bestämdes som en hjärtattack.